# Claudia Müller (política)
Claudia Müller (nascida a 10 de agosto de 1981) é uma política alemã da Aliança 90/Os Verdes que serve como membro do Bundestag pelo estado de Mecklenburg-Vorpommern desde 2017.
Além do seu trabalho parlamentar Müller trabalha, desde 2022, como Coordenadora da Indústria Marítima e Turismo no Ministério Federal de Assuntos Económicos e Acção Climática no governo do chanceler Olaf Scholz.

## Membro do Parlamento Alemão, 2017–presente
Müller tornou-se membro do Bundestag nas eleições federais alemãs de 2017, representando o distrito de Vorpommern-Rügen – Vorpommern-Greifswald I. No parlamento, ela já foi membro da Comissão de Assuntos Europeus e da Comissão de Assuntos Económicos e Energia.
Nas negociações para formar a chamada coligação semáforo do Partido Social-Democrata (SPD), do Partido Verde e do Partido Democrático Liberal (FDP) após as eleições federais de 2021, Müller fez parte da delegação do seu partido no grupo de trabalho sobre assuntos económicos, co-presidido por Carsten Schneider, Cem Özdemir e Michael Theurer.